# Peixotoa catarinensis
Peixotoa catarinensis är en tvåhjärtbladig växtart som beskrevs av C. Anderson. Peixotoa catarinensis ingår i släktet Peixotoa och familjen Malpighiaceae. Inga underarter finns listade i Catalogue of Life.